# John J. Becker
John Joseph Becker (ur. 22 stycznia 1886 w Henderson w stanie Kentucky, zm. 21 stycznia 1961 w Wilmette w stanie Illinois) – amerykański kompozytor i dyrygent oraz pedagog.

## Życiorys
Ukończył College of Saint Mary of the Springs w Columbus w stanie Ohio, uzyskując stopień Bachelor of Arts. Następnie uczył się w Cincinnati Conservatory, które ukończył w 1905 roku. W późniejszym okresie kontynuował edukację w Wisconsin Conservatory w Milwaukee, gdzie pod kierunkiem Wilhelma Middelschulte studiował renesansową polifonię i w 1923 roku uzyskał doktorat z kompozycji. Od 1917 roku do ostatnich lat swojego życia nauczał muzyki w katolickich szkołach wyższych, m.in. w North Texas College (1906–1914), University of Notre Dame (1917–1927), University of St. Thomas (1929–1933) i Barat College (1943–1957).
Początkowo tworzył pod silnym wpływem niemieckich romantyków. Przełomem w jego twórczości stało się spotkanie z Henrym Cowellem w 1928 roku, pod wpływem którego dokonał radykalnego zwrotu w kierunku awangardy muzycznej. Przyjaźnił się z Charlesem Ivesem, z którym wymieniał korespondencję. Współpracował również z Carlem Rugglesem i Wallingfordem Rieggerem. Popularyzował muzykę współczesną. Dyrygował St. Paul Chamber Orchestra i Federal Music Project, w latach 1936–1940 współpracował także z czasopismem New Music Quarterly. Skomponował m.in. siedem symfonii, dwa koncerty fortepianowe, koncert na altówkę, koncert na róg, jednoaktową operę Deirdre of the Sorrows (1945), Abongo: A Primitive Dance na zespół perkusyjny, tancerzy i głosy (1933), muzykę do sztuk scenicznych i filmów, muzykę chóralną głównie o charakterze religijnym, ponad 50 pieśni.